# Jason Goodwin
Jason Goodwin (1964) è uno storico e scrittore britannico.
Autore di una storia del tè (A Time For Tea: Travels in China and India in Search of Tea) e del racconto di un proprio viaggio a piedi fino a Istanbul (On Foot to the Golden Horn, John Llewellyn Rhys Prize nel 1993), dopo aver scritto una storia dell'impero ottomano, I signori degli orizzonti: una storia dell'impero ottomano, ha messo a frutto le conoscenze storiche così acquisite per dar vita ad una fortunata serie di gialli ambientati nella Istanbul del XIX secolo, con protagonista l'eunuco di corte Yashim. Il primo romanzo, L'albero dei giannizzeri (The Janissary Tree) (2006), è stato tradotto in 38 lingue ed ha vinto nel 2007 il Premio Edgar.

## Opere

### Narrativa
- L'albero dei giannizzeri (The Janissary Tree) (2006) Einaudi, 2006. ISBN 8806178695
- Il serpente di pietra ( The Snake Stone) (2007) Einaudi, 2007. ISBN 9788806178703
- Il ritratto Bellini (The Bellini Card) (2008) Einaudi, 2009. ISBN 9788806194925
- L'occhio del diavolo (An Evil Eye) (2011) Einaudi, 2011. ISBN 9788806197438
- I cospiratori del Baklava (The Baklava Club) (2014) Einaudi, 2015. ISBN 9788806197445

### Saggistica
- A Time For Tea: Travels in China and India in Search of Tea (2000)
- On Foot to the Golden Horn
- I signori degli orizzonti: una storia dell'impero ottomano (Lords of the Horizons: A History of the Ottoman Empire) Einaudi, 2009. ISBN 9788806190118
- Greenback: The Almighty Dollar and the Invention of America (2004)